# Offensive du Ramadan
Guerre d'Irak
L’offensive du Ramadan fait référence aux attaques menées par les insurgés en Irak durant le mois du Ramadan en 2006 contre les forces de la Coalition.

## Déroulement et bilan

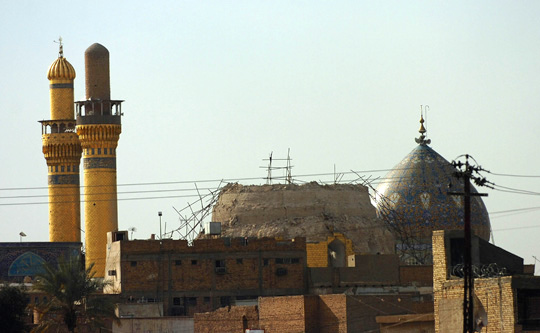
Le sanctuaire Al-Askari après un premier attentat le 22 février 2006. Un autre attentat frappe ses deux minarets le 13 juin 2007. Ces actes déclencheront d'importantes violences interconfessionnelles.

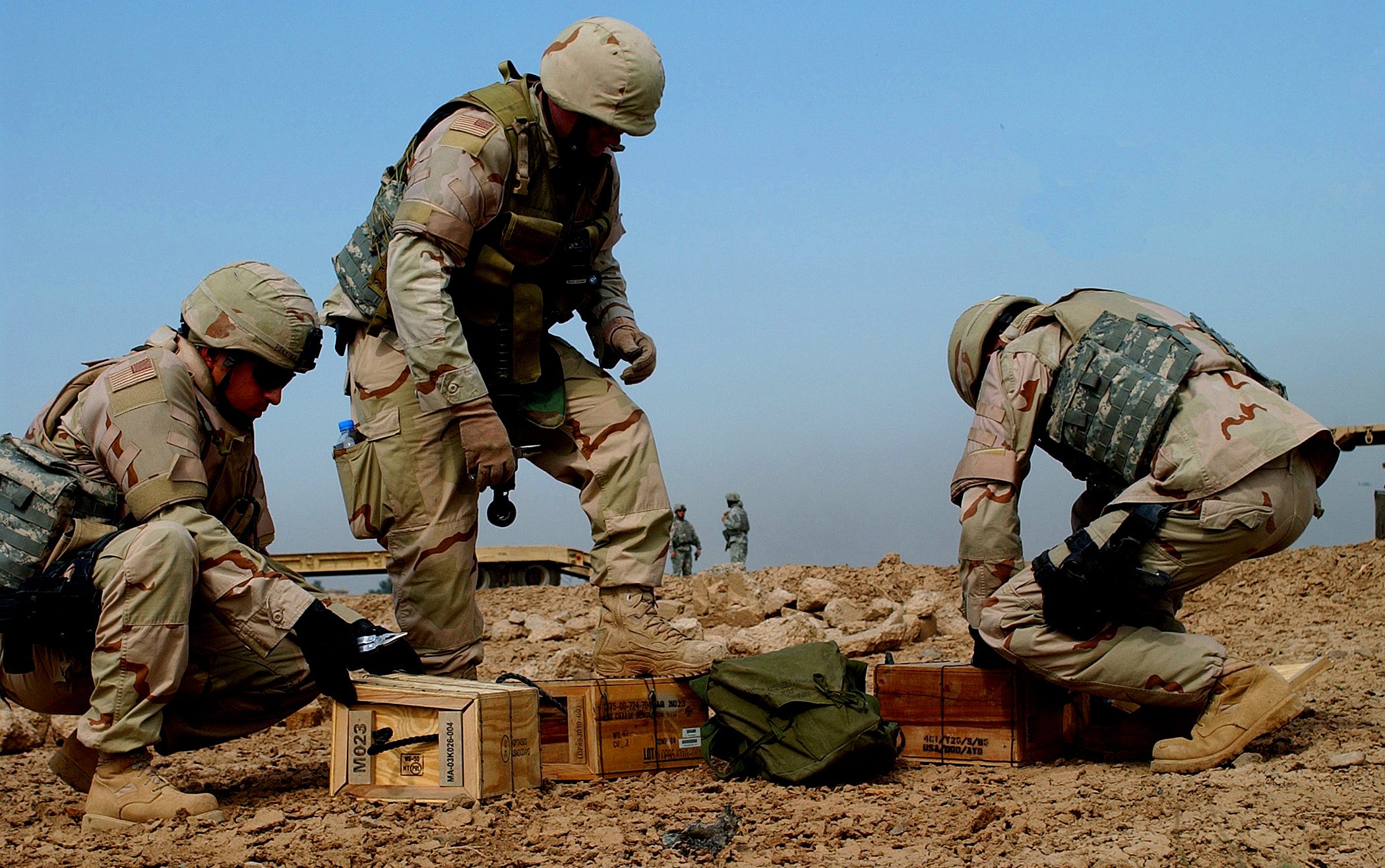
Démineurs de l'U.S. Air Force le 16 octobre 2006 sur la base Falcon dans la banlieue de Bagdad. Celle-ci a subi une attaque au mortier touchant le dépôt de munitions le 10 octobre.

Elles furent menées en grande partie par l'Armée du Mahdi shiite, qui cherchait à purger la population sunnite de Bagdad. L'offensive coïncide avec l'opération Together Forward de la Coalition, qui avait pour objectif de réduire considérablement la violence dans la capitale irakienne et qui avait vu l'insurrection s'intensifier suite un attentat contre le Sanctuaire Al-Askari chiite à Samarra à la mi-février 2006.
Cependant, l'opération a échoué et les insurgés sont parvenus à s'emparer de 80 % de Bagdad ainsi que les provinces d'Al-Anbar et de Babil. Les forces de sécurité irakiennes durent ainsi se retirer de certaines villes. L'offensive culmine avec la tentative de prise par l'Armée du Mahdi de Amarah.

## Source de l'article
- (en) Cet article est partiellement ou en totalité issu de l’article de Wikipédia en anglais intitulé « 2006 Ramadan Offensive » (voir la liste des auteurs).